# Delta Connection
Delta Connection (с англ. — «Дельта Коннэ́кшн») — торговая марка или бренд североамериканской авиакомпании Delta Air Lines, используемый рядом отдельных региональных авиаперевозчиков для работы на средних и коротких маршрутах, стыкующихся с магистральными перевозками Дельты.
Компании, работающие под брендом Delta Connection, как правило, выполняют рейсы на самолётах с малой загрузкой, но с высокой частотой полётов. Данная схема авиаперевозок применяется повсеместно для обеспечения оперативного пассажирооборота из небольших городов в крупные транзитные узлы авиакомпании. Зачастую словосочетание Delta Connection употребляется как дочерняя авиакомпания Delta Air Lines, однако под этим всегда понимается торговая марка ряда региональных авиаперевозчиков.
Под брендом Delta Connection в настоящее время работают следующие компании:
- Atlantic Southeast Airlines
- Comair
- Chautauqua Airlines
- Freedom Airlines
- Mesaba Airlines
- Pinnacle Airlines
- Shuttle America
- SkyWest Airlines

Региональная American Eagle Airlines выполняет часть рейсов из Лос-Анджелеса в некоторые города Калифорнии в рамках код-шерингового договора с Delta Connection, однако не использует её ливрею ни на одном своём самолёте.
Авиакомпания Delta Air Lines — одна из немногих в мире магистральных перевозчиков, содержащая собственный учебный центр подготовки и переподготовки пилотов — Delta Connection Academy. Центр находится в Санфорде, штат Флорида, с базой в Международном аэропорту Орландо. Главная задача лётной академии — подготовка кадров для региональных авиакомпаний. Delta Connection Academy готовит лётчиков и для более чем тридцати других авиакомпаний, по состоянию на сегодняшний день выдав больше сертификатов FAA, чем любая другая лётная школа страны.

## История
Подразделение Delta Connection было создано в 1984 году для расширения маршрутной сети авиакомпании Delta Air Lines. Перед новым подразделением ставились задачи обеспечения пассажирских перевозок между небольшими городами и главными хабами Дельты. Поскольку эксплуатация самолётов большой вместимости на данных маршрутах являлась нецелесообразной, то упор был сделан на перевозках пассажиров небольшими самолётами, но с высокой частотой полётов. Для решения поставленных задач наиболее востребованными оказались региональные авиакомпании страны.
- 1 марта 1984 года под брендом Delta Connection начала работать авиакомпания Atlantic Southeast Airlines (ASA) с хабом в Атланте и позднее — в Международном аэропорту Даллас/Форт-Уэрт. ASA являлась полностью дочерней компанией Дельты с 11 мая 1999 до 7 сентября 2005 года, когда она была приобретена авиакомпанией SkyWest Airlines.
- Ransome Airlines работала под брендом Delta Connection с 1 марта 1984, но 1 июня 1986 года вышла из подразделения Дельты по причине покупки авиакомпанией Pan American.
- Региональный перевозчик Comair начал выполнять рейсы Delta Connection 1 сентября 1984, а в начале 2000 года стал 100%-ной дочерней авиакомпанией Дельты.
- В составе Delta Connection также работала региональная Rio Airways, выполнявшая полёты из Международного аэропорта Даллас/Форт-Уэрт и обанкротившаяся 14 декабря 1986 года.
- Business Express использовала бренд с 1 июня 1986 по 15 марта 2000 года, эксплуатируя маршруты в Канаде и северо-восточной части США. Далее была приобретена корпорацией AMR и соединена с системой авиаперевозок American Eagle Airlines.
- Trans States Airlines выполняла рейсы в составе Delta Connection с марта 1998 о 31 марта 2000 года, главным образом в города Нью-Йорк и Бостон.
- American Eagle Airlines 18 января 2002 года заключила с подразделением Delta Connection код-шеринговый договор на перевозку пассажиров из Лос-Анджелеса в ряд городов штата Калифорния, что позволило авиакомпании Delta Air Lines получить часть мест на рейсах American Eagle Airlines, а пассажирам — использовать на этих рейсах бонусы программы поощрения часто летающих пассажиров SkyMiles.
- 2 ноября 2004 года авиакомпания Atlantic Coast Airlines (АСА) прекратила полёты под брендом Delta Connection. В результате последовавшей реорганизации АСА вышла на рынок перевозок под именем Independence Air, позиционируя себя как авиакомпанию-дискаунтера с базовым аэропортом Вашингтон (Даллес). Несмотря на свою популярность у пассажиров, деятельность Independence Air оказалась убыточной и 5 января 2006 года авиакомпания была закрыта по стандартной процедуре банкротства.
- 22 декабря 2004 года Delta Air Lines объявила о том, что авиационный холдинг Republic Airways передаёт под бренд Delta Connection 16 самолётов Embraer 170 своей дочерней авиакомпании America Shuttle. Первый рейс в рамках данного договора был выполнен 1 сентября 2005 года.
- 4 декабря 2005 года Дельта сообщает о заключении договора с холдингом Mesa Air Group о передаче 30 самолётов Bombardier CRJ-200 своей дочерней авиакомпании Freedom Airlines в группу Delta Connection. Несколько позже холдинг заявляет о замене CRJ-200 на Embraer ERJ 145, первый полёт в новом статусе состоялся в начале октября 2005 года.
- 21 декабря 2006 года авиакомпания Big Sky Airlines с 8 самолётами Beechcraft 1900 заключает договор на использование бренда Delta Connection, рейсы выполняются из Международного аэропорта Логан в Бостоне.
- 1 марта 2007 года Express Airlines заключает договор об использовании бренда Delta Connection на 10 самолётах Emraer 145XR с выполнением рейсов из Международного аэропорта Лос-Анджелеса. Позднее количество самолётов увеличилось ещё на восемь единиц.
- 30 апреля 2007 года к Delta Connection присоединилась авиакомпания Pinnacle Airlines с 16 самолётами Bombardier CRJ-900. Полёты в новых ливреях начались в декабре 2007 года.
- 3 июля 2008 года Delta Air Lines и ExpressJet сообщают о прекращении совместного договора с 1 сентября 2008 года.[1]
- 8 ноября 2008 года Дельта и Mesaba Airlines объявляют о начале эксплуатации семи самолётов Bombardier CRJ-900, ранее работавших в компании Freedom Airlines и восьми новых самолётов этого же класса, под брендом Delta Connection с 12 февраля 2009 года.

## Флот
| Самолёт                           | Всего                             | Примечания                                                                                        |
| Atlantic Southeast Airlines (ASA) | Atlantic Southeast Airlines (ASA) | Atlantic Southeast Airlines (ASA)                                                                 |
| --------------------------------- | --------------------------------- | ------------------------------------------------------------------------------------------------- |
| Bombardier CRJ-200                | 110                               |                                                                                                   |
| Bombardier CRJ-700                | 39                                |                                                                                                   |
| Bombardier CRJ-900                | 2                                 | 6 заказано (2 переданы из Pinnacle Airlines)                                                      |
| Chautauqua Airlines               |                                   |                                                                                                   |
| Embraer ERJ-145 LR                | 26                                |                                                                                                   |
| Comair                            |                                   |                                                                                                   |
| Bombardier CRJ-200                | 104                               |                                                                                                   |
| Bombardier CRJ-700                | 15                                |                                                                                                   |
| Bombardier CRJ-900                | 13                                |                                                                                                   |
| Compass Airlines                  |                                   |                                                                                                   |
| Embraer 175LR                     | 36                                | Northwest Airlink                                                                                 |
| Freedom Airlines                  |                                   |                                                                                                   |
| Embraer ERJ-145 LR                | 25                                |                                                                                                   |
| Mesaba Airlines                   |                                   |                                                                                                   |
| Bombardier CRJ-200                | 17                                | Northwest Airlink                                                                                 |
| Bombardier CRJ-900                | 36                                | Northwest Airlink 1 заказан (36 — опцион)                                                         |
| Bombardier CRJ-900                | 5                                 | Delta Connection (5 переданы из Freedom Airlines)                                                 |
| Saab 340B+                        | 49                                | Northwest Airlink и Delta Connection                                                              |
| Pinnacle Airlines                 |                                   |                                                                                                   |
| Bombardier CRJ-200                | 121                               | Northwest Airlink                                                                                 |
| Bombardier CRJ-900                | 21                                | 1 заказан (2 переданы в Mesaba Airlines) (2 переданы в Atlantic Southeast Airlines)               |
| Shuttle America                   |                                   |                                                                                                   |
| Embraer 170                       | 11                                |                                                                                                   |
| Embraer 175                       | 13                                | 3 заказано                                                                                        |
| SkyWest Airlines                  |                                   |                                                                                                   |
| Embraer Brasilia EMB-120          | 11                                | 35 совместная эксплуатация с United Express; из них для Delta Connection используется не более 11 |
| Bombardier CRJ-200                | 56                                |                                                                                                   |
| Bombardier CRJ-700                | 13                                |                                                                                                   |
| Bombardier CRJ-900                | 20                                | 1 заказан                                                                                         |
| Всего самолётов                   |                                   |                                                                                                   |
| Bombardier CRJ-200                | 408                               |                                                                                                   |
| Bombardier CRJ-700                | 67                                |                                                                                                   |
| Bombardier CRJ-900                | 96                                | 10 заказано, 36 — опцион                                                                          |
| Embraer ERJ-145 LR                | 51                                |                                                                                                   |
| Embraer 170                       | 11                                |                                                                                                   |
| Embraer 175                       | 49                                | 3 заказаны                                                                                        |
| Embraer Brasilia EMB-120          | 11                                |                                                                                                   |
| Saab 340B+                        | 49                                |                                                                                                   |
|                                   | 742                               |                                                                                                   |

## Инциденты и несчастные случаи
- 21 августа 1995 года. Рейс 529 Атланта-Галфпорт. Embraer Brasilia (бортовой N256AS) авиакомпании Atlantic Southeast Airlines разбился при аварийной посадке на поле близ Карролтона. При прохождении высоты FL180 у левого двигателя отделился пропеллер. При попытке экстренной посадки в Атланте самолёт упал на деревья и загорелся, погибло 8 из 29 человек. Авария вызвана усталостной трещиной в металле.[2]
- 9 января 1997 года. Рейс 3272 Цинциннати-Детройт авиакомпании Comair. Embraer Brasilia (бортовой N265CA) при заходе на посадку на полосу 3R аэропорта Детройт в снежную бурю вошёл в глубокое пике и разбился в поле. Причинами катастрофы были неверные стандарты FAA по сертификации полёта в условиях обледенения и неправильное решение экипажа работать в условиях обледенения на скоростях, близких к нижнему пределу (с невыпущенными закрылками). Погибли все 29 человек на борту.[3][4]
- 27 августа 2006 года. Рейс 5191 Лексингтон-Атланта авиакомпании Comair. Bombardier Canadair CRJ-100ER (бортовой N431CA) разбился сразу после взлёта, погибло 49 из 50 находившихся на борту. Экипаж по ошибке совершал взлёт с более короткой полосы.[5]
- 18 февраля 2007 года. Рейс 6448 Атланта-Кливленд авиакомпании Shuttle America. Embraer ERJ-170-100SE (бортовой N862RW) при посадке в аэропорту Кливленда выкатился за пределы взлётно-посадочной полосы 28, обошлось без пострадавших.